# Masi di Vigo
Masi di Vigo (i Masi da Vic in noneso) è una frazione del comune di Ton in provincia autonoma di Trento.

## Geografia fisica

### Territorio
Masi di Vigo si trova a 415 metri di quota nella bassa Val di Non, non lontano dalla chiusa della Rocchetta ed è la frazione più meridionale del comune di Ton e di tutta la sponda sinistra del torrente Noce. 

## Storia

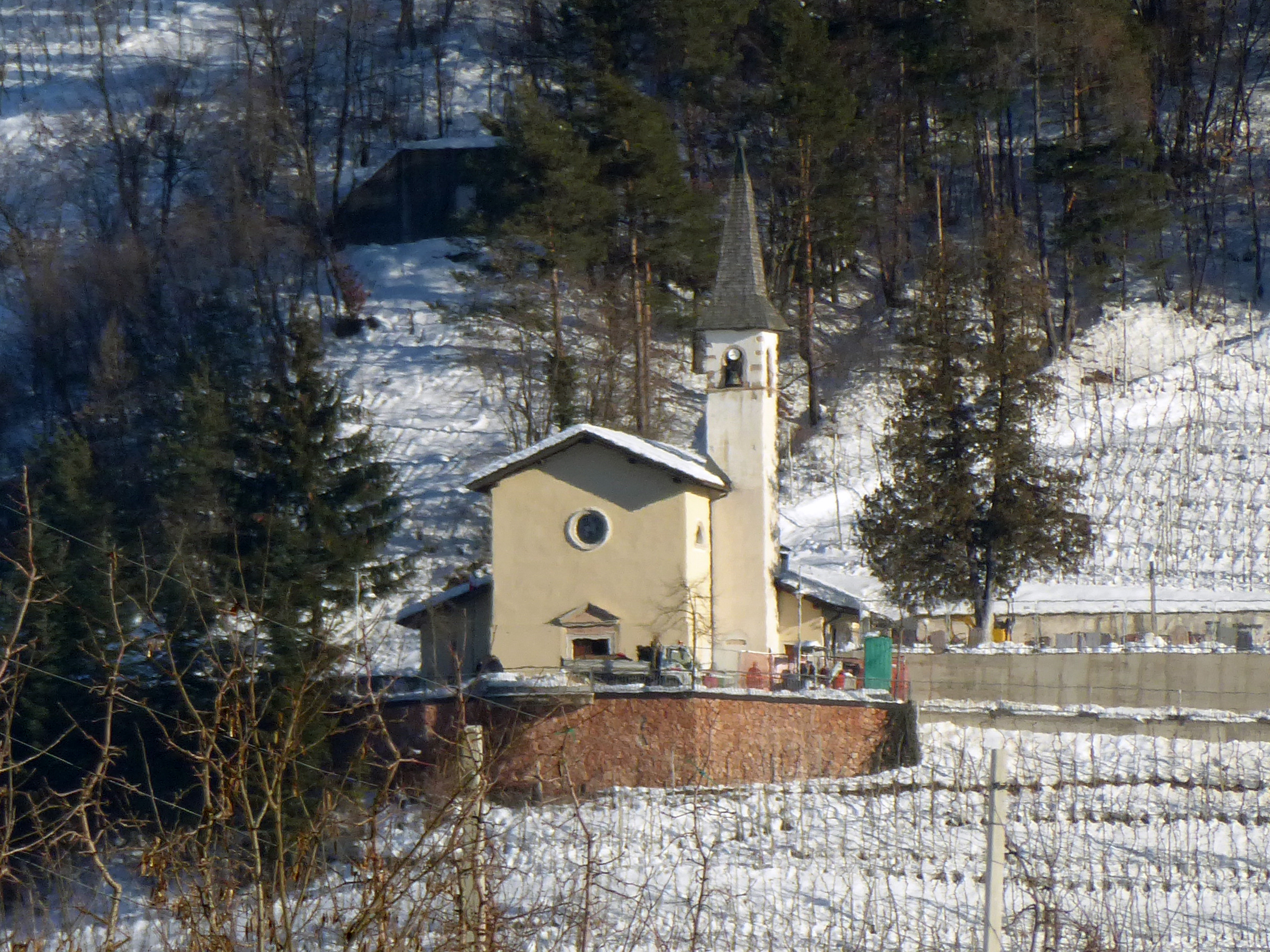
La chiesa dei Santi Fabiano e Sebastiano

### Origini del nome
La voce alpina mas ha origine dal latino tardo *ma(n)sum 'luogo di riposo', indicante anche una proprietà fondiaria, una masseria o un’abitazione temporanea. Il toponimo "Masi" declinato al plurale, testimonia come in età medievale il paese avesse la natura di un insediamento sparso.
Originariamente il paese era chiamato "Masi San Sebastiano".

### Ritrovamenti archeologici
A Masi di Vigo e nella vicina località di Castelletto furono rinvenute delle sepolture risalenti all'epoca romana, il cui corredo è purtroppo andato perduto. In zona sono stati trovati anche dei laterizi romani con la sigla del produttore "Arren(i)us Maurianus" .

### Età medievale
Poco a valle di Masi, in località Castelletto, esisteva un antico castello medievale, oggi scomparso. Secondo la tradizione fu la prima sede della famiglia Thun, nell'area ove attualmente sono visibili i resti della chiesa di Santa Margherita. Gli stessi Thun nel 1199 edificarono un altro castello sempre in prossimità di Masi di Vigo sull'alta rupe che sovrasta la forra della Rocchetta, che prese il nome di Torre di Visione.

### La Pieve di Ton e la Carta di Regola
Masi di Vigo dal punto di vista ecclesiastico, faceva parte della pieve di Ton, documentata fin dal XIII secolo (1233). La pieve aveva la sua sede a Vigo di Ton e comprendeva anche la vicina comunità di Toss. 
Le comunità di questa pieve mantennero sempre un forte legame reciproco, condividendo un'unica Carta di regola, il testo contenente le norme che regolavano la vita e il lavoro agricolo nei tre villaggi, che fu approvato e ratificato anche dai signori di Castel Thun il 27 febbraio 1562

### Storia contemporanea
Con l'abolizione delle antiche regole all'inizio del XIX secolo, Masi di Vigo divenne un comune autonomo e tale rimase fino al 1928, anno in cui venne aggregato al Comune di Ton.

## Monumenti e luoghi di interesse

### Architetture religiose
- Chiesa dei Santi Fabiano e Sebastiano, nella parte alta del paese, menzionata per la prima volta nel 1579.[10]
- Chiesa di Santa Margherita in località Castelletto. Della chiesa, posta sul dosso dove forse esisteva un antico castello medievale, restano solo pochi ruderi.[6]

### Architetture civili e militari
- Torre di Visione (660 m). È un castello medievale di cui restano pochi ruderi, raggiungibili in circa un'ora a piedi da Masi di Vigo seguendo i sentieri 516 e 516A. Il sito, posto su di un'alta rupe sovrastante la chiusa della Rocchetta, è un eccellente punto panoramico sulla bassa Val di Non e sulla Piana Rotaliana.[11]

### Aree naturali
Dal paese è possibile raggiungere Malga Bodrina, punto d'accesso per le Cime di Vigo (la più alta è Cima Roccapiana), piccola catena montuosa nella parte meridionale della Costiera della Mendola. L'ASUC del paese è proprietaria del bivacco Baita Portolo (896 m), sul tratto del sentiero SAT 516 che conduce alla Malga.

## Infrastrutture e trasporti

### Ferrovie
Masi di Vigo dispone della stazione di Masi di Vigo che si trova sulla linea Trento-Malé-Mezzana.

### Trasporto su gomma
Masi di Vigo dispone di una fermata su strada denominata "Masi di Vigo-Bivio" sulla SP124, questa fermata è raggiunta dalla linea B615 che collega Mezzolombardo e Toss.